# Elaphria expuncta
Elaphria expuncta är en fjärilsart som beskrevs av Walker 1856. Elaphria expuncta ingår i släktet Elaphria och familjen nattflyn. Inga underarter finns listade i Catalogue of Life.